# Go Radio
I Go Radio sono un gruppo musicale statunitense formatosi a Tallahassee nel 2007; dopo essersi sciolta nel 2013, la band è tornata insieme nel 2019.

## Formazione

### Ultima
- Jason Lancaster – voce, chitarra, piano (2007-2013)
- Alex Reed – chitarra, cori (2009-2013)
- Matt "Burns" Poulos – basso, cori (2007-2013)
- Steven Kopacz – batteria, percussioni (2007-2013)

### Ex componenti
- Patrick Hosey – chitarra, cori (2007-2008)
- Tony Planas – chitarra, cori (2007)

## Discografia

### Album in studio
| Anno | Titolo                                                                                 | Classifiche | Classifiche | Classifiche | Classifiche |
| Anno | Titolo                                                                                 | USA         | USA Rock    | USA Ind.    | USA Alt.    |
| ---- | -------------------------------------------------------------------------------------- | ----------- | ----------- | ----------- | ----------- |
| 2011 | Lucky Street - Data di pubblicazione: 1º marzo - Etichetta: Fearless Records           | 77          | 18          | 10          | 13          |
| 2012 | Close the Distance - Data di pubblicazione: 18 settembre - Etichetta: Fearless Records | 54          | 22          | 12          | 13          |

### EP
| Anno | Titolo                                                                                            | Classifiche | Classifiche | Classifiche |
| Anno | Titolo                                                                                            | USA         | USA Heat.   | USA Ind.    |
| ---- | ------------------------------------------------------------------------------------------------- | ----------- | ----------- | ----------- |
| 2008 | Welcome to Life - Data di pubblicazione: 13 agosto 2008 - Etichetta: Autoprodotto                 | –           | –           | –           |
| 2010 | Do Overs and Second Chances - Data di pubblicazione: 20 aprile 2010 - Etichetta: Fearless Records | 179         | 8           | 36          |

### Singoli
- 2009 – I Miss You
- 2011 – Any Other Heart
- 2011 – The Truth Is
- 2012 – Collide
- 2012 – Go to Hell
- 2019 – Say It Again
- 2020 – So Love
- 2022 – Lighter

### Partecipazioni a compilation
- 2010 – 'Tis the Season to Be Fearless, con O Holy Night